# Hexatoma (Eriocera) intermedia
Hexatoma (Eriocera) intermedia is een tweevleugelige uit de familie steltmuggen (Limoniidae). De soort komt voor in het Neotropisch gebied.